# فهرست هنرمندان زندانی شده ایرانی
هنرمندان ایران در طول تاریخ بعلت آفریدن محصولات هنری مورد بازخواست قرار گرفته‌اند که در اینجا به تنی چند از آنان که به جرم آفرینش هنری به زندان افکنده شده‌اند اشاره می‌شود.
از جمله خواننده های مطرح
امیر تتلو که در آذرماه ۱۴۰۲به زندان به سر می بره
ودر حکمی به ۱۰سال حبس محکوم شد

## دوران تاریخی
- ابن مقله خوشنویس و وزیر عباسیان
- مسعود سعد سلمان شاعر دوران غزنویان

## پیش از انقلاب
- احمد شاملو شاعر
- امیرمختار کریم‌پور شیرازی شاعر
- خسرو گلسرخی شاعر
- داریوش اقبالی خواننده
- غلامحسین ساعدی نمایش‌نامه‌نویس
- کرامت‌الله دانشیان شاعر
- محمد فرخی یزدی شاعر دوره پهلوی اول
- محمود اعتمادزاده (م.ا. به‌آذین) نویسنده و مترجم
- محمود دولت‌آبادی نویسنده
- مهدی اخوان ثالث شاعر
- داریوش اقبالی خواننده
- رضا دقتی عکاس
- بزرگ علوی نویسنده
- احمد محمود نویسنده
- محمد تقی بهار شاعر
- فرج سرکوهی نویسنده
- نادر ابراهیمی نویسنده
- هوشنگ گلشیری نویسنده
- تقی ارانی نویسنده
- رضابراهنی نویسنده
- نسیم خاکسار نویسنده
- نیما یوشیج نویسنده
- کریم کشاورز نویسنده
- منصور خاکسار نویسنده
- ابراهیم رهبر نویسنده
- فریدون‌ تنکابنی نویسنده
- عدنان غریفی نویسنده
- ناصر موذن نویسنده
- پرویز زاهدی نویسنده
- حسن حسام نویسنده
- محمد خلیلی نویسنده
- نفمت میرزازاده نویسنده
- فریده لاشایی نویسنده
- محمدرضا زمانی نویسنده
- هوشنگ قربان‌نژاد نویسنده
- شاهرخ مسکوب نویسنده
- سعید سلطان پور نویسنده
- فریدون فروغی خواننده
- شهیار قنبری شاعر

== پس از انقلاب ==توماج صالحی رپر 
| نام                            | زمینه فعالیت      | سال دستگیری        | |
| ------------------------------ | ----------------- | ------------------ | --- |
| مرضيه وفامهر                   | فيلمساز و بازيگر  | ۱۳۸۷               | |
| آتنا فرقدانی                   | کاریکاتوریست      | ۱۳۸۸               | |
| آریا آرام نژاد                 | خواننده و آهنگساز | ۱۳۸۸               | |
| ارژنگ داوودی                   | شاعر، نویسنده     | ۱۳۸۲               | |
| پگاه آهنگرانی                  | بازیگر            | ۱۳۹۰ و ۱۳۹۲        | |
| پیروز دوانی                    | نویسنده، مترجم    | ۱۳۷۷               | |
| جعفر پناهی                     | فیلمساز           | ۱۳۸۸               | |
| حسین رجبیان                    | فیلمساز           | ۱۳۹۲ و ۱۳۹۵        | |
| رامین پرچمی                    | بازیگر            | ۱۳۸۹               | |
| زهرا رهنورد                    | نویسنده، مجسمه‌ساز | ۱۳۸۸               | |
| سیامک پورزند                   | نویسنده           | ۱۳۷۹               | |
| فرج سرکوهی                     | نویسنده           | ۱۳۷۵               | |
| کیوان کریمی                    | کارگردان          | ۱۳۹۲               | |
| مانا نیستانی                   | کاریکاتوریست      | ۱۳۸۵               | |
| داود احمدی مونس (آروین)        | کاریکاتوریست      | ۱۳۷۸               | |
| علی دیواندری                   | کاریکاتوریست      | ۱۳۶۲               | |
| محمد رسول اف                   | فیلمساز           | ۱۳۸۸               | |
| محمد نوری‌زاد                   | فیلمساز           | ۱۳۸۸               | |
| محمدرضا عالی‌پیام               | شاعر              | ۱۳۹۱               | |
| محمود اعتمادزاده (م.ا. به‌آذین) | نویسنده و مترجم   | ۱۳۵۰ و ۱۳۶۱        | |
| مسعود بهنود                    | نویسنده           | ۱۳۷۹               | |
| مصطفی عزیزی                    | کارگردان          | ۱۳۹۳               | |
| مهدی رجبیان                    | آهنگساز           | ۱۳۹۲ و ۱۳۹۵        | |
| مهناز محمدی                    | مستندساز          | ۱۳۹۰               | |
| میرحسین موسوی                  | معمار، نقاش       | ۱۳۸۸               | |
| هوشنگ ابتهاج                   | شاعر              | ۱۳۶۲               | |
| هیلا صدیقی                     | شاعر              | ۱۳۹۰               | |
| هادی حیدری                     | کاریکاتوریست      | ۱۳۸۸ و ۱۳۸۹ و ۱۳۹۴ | |
| حمید صفت                       | خواننده           | ۱۳۹۶ و ۱۳۹۹        | میترا حجار ۱۴۰۱ شروین حاجی پور خواننده ۱۴۰۱ کتایون ریاحی بازیگر ۱۴۰۱ مهدی یراحی ، خواننده و آهنگ ساز ۱۴۰۲ |